# 巴布亞紐幾內亞LGBT權益
相較於異性戀者，巴布亞紐幾內亞的女同性戀、男同性戀、雙性戀與跨性別者在法律上的處境更為艱難。男性之間的同性性行為仍是違法行為，最高可處14年有期徒刑，雖然實際上並未強制執法。該國對LGBT的態度深受基督教會影響，大多數巴布亞紐幾內亞人都是基督徒。「女同性戀」、「男同性戀」、「雙性戀」、「跨性別」這些名詞，在當地具有貶義。
歷史上，新幾內亞的男同性戀者有一定的社會角色，他們可以從事一般來說由女性負責的工作（如烹飪），也可以和女性一同參加傳統儀式。部分傳統部落也有儀式化的同性性行為。如今，相較於內陸的新幾內亞高地，沿海地區居民對LGBT態度較為開放。巴布亞紐幾內亞的跨性別者發明巴布亞皮欽語詞彙「palopa」，用以指代文化和傳統上的第三性別。此外，桑比亞人傳統中有稱為「kwolu-aatmwol」（直譯為男性轉變為女性）的第三性別詞彙。
根據報導，巴布亞紐幾內亞的LGBT人士在日常生活中面臨歧視，通常難以找到工作。首都摩斯比港某些夜總會有「同志之夜」與小型變裝派對，被視為當地的LGBT聚落與避難所。

## 同性性行為合法性
《巴布亞紐幾內亞刑法》第210條禁止男性之間的同性性行為，一般最高可以3年有期徒刑。特定性行為，如口交和肛交，則不分異性戀或同性戀都是違法，最高可處以14年有期徒刑，但實際上並未強制執法。美國國務院在2012年的一份報告中，指出巴布亞紐幾內亞並未起訴任何LGBT人士，但相較於異性戀者，LGBT人士仍更容易遭受污名。
2011年，巴布亞紐幾內亞政府告訴聯合國，同性性行為合法化議題並非該國的優先事項。2012年，巴布亞紐幾內亞國會議員卡羅·基杜表示，該國同性戀者被迫生活在地下，她雖然努力推動同性性行為合法化，也未竟全功。該國總理彼得·歐尼爾則解釋說，巴布亞紐幾內亞人民對同性戀議題「情緒強烈」、「無法接受這種性開放」。

## 概況
| 同性性行為合法化                   | （男性對男性，未強制執行）/（女性對女性） |
| 同意年齡平等化                     | （男性）/（女性）                         |
| 反就業歧視法律                     | No                                        |
| 零售與服務業反歧視法律             | No                                        |
| 其它領域的反歧視法律               | No                                        |
| 同性婚姻                           | No                                        |
| 承認同性伴侶關係                   | No                                        |
| 同性伴侶收養繼子女                 | No                                        |
| 同性收養                           | No                                        |
| 同性戀者得合法公開在軍隊服務       | No                                        |
| 變更法律性別權利                   | No                                        |
| 允許女同性戀者使用體外人工授精技術 | No                                        |
| 允許男同性戀者使用代孕             | No                                        |
| 允許男男性接觸者（MSM）捐血        | No                                        |